# Pierre-Philippe Côté
Pierre-Philippe Côté alias "Pilou" est un musicien, auteur-compositeur de musique de film et entrepreneur situé à Saint-Adrien, dans la région de l'Estrie dans la province de Québec au Canada.

## Biographie
Pierre-Philippe Côté est né à Timmins en Ontario, mais a grandi à Val-des-Sources. Il fait ses études au Conservatoire de musique de Montréal où il obtient un baccalauréat en Contrebasse.